# Ferenc Bács
Dans le nom hongrois Bács Ferenc, le nom de famille précède le prénom, mais cet article utilise l’ordre habituel en français Ferenc Bács, où le prénom précède le nom.
Ferenc Bács, né le 19 juin 1936 à Sibiu (Roumanie) et mort le 16 avril 2019 à Budapest (Hongrie), est un acteur hongrois originaire de Transylvanie. 

## Biographie

### Famille
Ferenc Bács était l’époux de l’actrice Bella Tanai et le père de Kati Bács.

## Filmographie partielle

### Cinéma
- 1978 : Le Haras (A ménesgazda) de András Kovács
- 1981 : Merci, ça va (Köszönöm, megvagyunk) de László Lugossy
- 1982 : Le Vautour (Dögkeselyű) de Ferenc András